# 阿莫曲坦
阿莫曲坦（商品名：Axert等）是一种含氮有机硫化合物，化学式C
17H
25N
3O
2S，属于一种吲哚类生物碱，由西班牙Almirall制药公司为治疗偏頭痛而研发。